# Playa Games
Die Playa Games GmbH ist ein Spieleentwickler und Betreiber von browserbasierten und mobilen Spielen mit Sitz in Hamburg. Die Firma ist Publisher der eigenen Titel und vermarktet sie selbst. Für die Spiele haben sich insgesamt mehr als 50 Millionen Menschen angemeldet. Der bekannteste Titel der Firma ist das Browserspiel Shakes und Fidget.

## Geschichte
Das Unternehmen wurde 2009 von Jan Beuck und Martin Jässing gegründet. Beide leiteten zuvor das 2001 von ihnen gestartete Entwicklerstudio Master Creating und zeichneten für die Action-Rollenspiele Legend: Hand of God und Restricted Area verantwortlich.
Im August 2016 stellte Playa Games eine selbstentwickelte Software vor, die Flash-basierte Spiele in HTML5 konvertiert. Das Unternehmen begegnet hiermit der Problematik der schwindenden Flashunterstützung gängiger Browser.
Im Oktober 2017 versuchte Playa Games, mit Hilfe der Crowdfunding-Plattform Kickstarter 250.000 Euro für die Finanzierung eines Adventure-Computerspiels mit Shakes und Fidget als Thema einzunehmen. Für die Erstellung des Spiels sollte das Bremer Studio King Art verantwortlich zeichnen. Wegen mangelnden Interesses seitens der potenziellen Käufer wurde die Kampagne nach drei Wochen Laufzeit abgebrochen.
2018 wurde Playa Games von der börsennotierten Stillfront Group vollständig übernommen. 2 Jahre nach der Übernahme verließen die Gründer das Unternehmen.

## Veröffentlichte Spiele

### Shakes and Fidget
Shakes & Fidget – The Game ist ein im Juni 2009 erschienenes Online-Rollenspiel, für das sich über 40 Millionen Spieler angemeldet haben. Es ist für iOS und Android erschienen. Zudem wurde es als bisher einziges Spiel von Playa Games auch für Microsoft Windows Phone portiert und in verschiedenen Ländern von Microsoft gefeaturet. Das Spiel ist in 25 Sprachen erschienen und wird stetig weiterentwickelt. Playa Games erhielt für sfgame, wie das Spiel von der Community genannt wird, mehrere Preise, unter anderem den Publikumspreis des Deutschen Entwicklerpreis 2009 in der Kategorie „Bestes Deutsches Casual Game“.

### KickerStar
KickerStar erschien Ende 2010. Bei dem Rollenspiel handelt es sich um einen Fußballmanager, wobei kein Verein, sondern ein Spieler gemanagt wird. Es wurde in Zusammenarbeit mit dem Olympia-Verlag (Kicker-Sportmagazin) entwickelt. Für das Spiel haben sich 6 Millionen Spieler aus 21 Ländern registriert. Es ist für iOS- und Android-Geräte erschienen und wurde zuletzt zur WM 2014 im deutschen Free-TV beworben.

### Bloodmoon
Bloodmoon erschien als dritter Titel im Jahr 2012. In dem Rollenspiel schlüpft der Spieler in die Gestalt eines Werwolfs, Vampirs oder Hunters (Menschen). Offiziell hat das Spiel 2 Millionen registrierte Spieler. Das Spiel enthält in nahezu allen Spiel-Bildschirmen (Screens) gerenderte Videos und läuft dennoch performant. Dies ist für ein Browserspiel ungewöhnlich.

### Tiny Island
Der jüngste Titel des Entwicklers erschien 2014. Tiny Island ist ein Knobelspiel und als erstes Spiel von Playa Games plattformunabhängig. Es ist wie die anderen Spiele auch im Internetbrowser und auf Smartphones und Tablets spielbar. Neu ist, dass ein Spielaccount an verschiedenen Geräten weitergespielt werden kann. Zudem spielen alle Spieler zusammen in einer großen Welt, egal ob sie am PC oder mit ihrem Smartphone eingeloggt sind.